# Miloš Čižmář
Miloš Čižmář (Brno, 1945. december 17. – Brno, 2012. július 31.) morva régész, keltológus, a brünni műemléki régészeti intézet vezetője.

## Élete
1964–1969 között a brünni egyetemen végzett. Diplomamunkája a morvaországi latén kori temetőkkel foglalkozott. 1969-1972 között a prostějovi múzeumnál helyezkedett el. 1972-ben megvédte kisdoktoriját, majd a prágai Régészeti Intézetben kezdett dolgozni. Ekkor vett részt a závisti oppidum feltárásán. 1977-1993 között a brünni Régészeti Intézetben dolgozott. 1981-től a tudományok kandidátusa. 1983-tól többek között a Staré Hradisko oppidum, a Požaha u Nového Jičína és a bořitovi telep feltárásán dolgozott. 1993-2012 között a műemlékvédelem területén dolgozott. 1999-től docens a Masaryk Egyetemen. 2003-tól a Němčice nad Hanou feltárását vezette.
Elsősorban a latén korszakkal foglalkozott, számos szakmai konferencia szervezője.

## Művei
- 1988 Hroby se šňůrovou keramikou z prostoru dálnice Brno-Vyškov. Pravěk – Supplementum 1. Brno. (tsz. Martin Geisler)
- 2000 Výzkumy – Ausgrabungen 1993-1998. Brno. (társszerk. Kateřina Geislerová – Josef Unger)
- 2002 Keltské oppidum Staré Hradisko. Archeologické památky střední Moravy 4. Olomouc
- 2003 Keltisches Oppidum Staré Hradisko. Olomouc
- 2003 Laténské sídliště v Bořitově. Pravěk – Supplementum 10. Brno
- 2004 Encyklopedie hradišť na Moravě a ve Slezsku. Praha
- 2006 Výzkumy – Ausgrabungen 1999-2004. Brno. (társszerk. Kateřina Geislerová)